# Saints (Seine-et-Marne)
Saints település Franciaországban, Seine-et-Marne megyében. Lakosainak száma 1329 fő (2018. január 1.). Saints Vaudoy-en-Brie, Beautheil, Coulommiers, Faremoutiers, Mauperthuis, Mouroux, Saint-Augustin és Touquin községekkel határos.

## Népesség
A település népessége az elmúlt években az alábbi módon változott:
| Lakosok száma | 1361 | 1377 | 1385 | 1345 | 1329 |
|               | 2013 | 2015 | 2016 | 2017 | 2018 |